# معاونت شهرسازی و معماری شهرداری تهران
معاونت شهرسازی و معماری تهران یکی از معاونت‌های هشت‌گانه شهرداری تهران است. عمده مسئولیت این نهاد ف طراحی، هدایت و ساخت کلانشهر تهران است. مستند به اسناد بالا دستی اعم از مصوبات شورای اسلامی شهر تهران یا شورای عالی شهرسازی و معماری و نظایر این، ماموریت‌های مشارکت و تلاش در زمینه‌های مربوط به برنامه‌ریزی، مطالعات و تحقیقات علمی، فنی، مهندسی و تخصصی شهرسازی و معماری به این معاونت واگذار شده‌است. همچنین تهیه و اجرای طرح‌های تحقیقاتی، اجرائی، هدایت و نظارت بر ساخت و سازهای درون‌شهری شهر تهران و برنامه‌ریزی و هماهنگی ساخت و سازهای شهری و تدوین ضوابط و مقررات اجرائی از دیگر ماموریت‌های این معاونت است. معاونت شهرسازی و معماری شهرداری تهران همچنین طرح جامع تفصیلی کلانشهر تهران را نیز طراحی و نظارت بر نحوه اجرای آن را بر عهده دارد. این معاونت برای تحقق ماموریت‌ها و وظایفش نهادهای متعددی را زیر مجموعه خود دارد از آن جمله می‌توان اشاره کرد به اداره‌های کل «برنامه‌ریزی و توسعه شهری امور شهرسازی و معماری»، «معماری و ساختمان»، «شهرسازی و طرح‌های شهری»، «امور اجرایی کمیسیون‌های ماده ۱۰۰»، «حریم»، «مدیریت بافت و بناهای تاریخی» همچنین شرکت‌ها و سازمان‌های «نوسازی عباس‌آباد»، «نوسازی شهر تهران» و در نهایت کمسیون ماده ۵ از دیگر زیرمجموعه‌های این معاونت است. حمیدرضا صارمی از آذرماه ۱۴۰۰ مسئولیت معانت معماری و شهرسازی را بر عهده دارد.

### معرفی
معاونت شهرسازی و معماری شهرداری تهران به عنوان نهاد متولی طراحی، هدایت و ساخت فضای کالبدی شهر، از آغاز با فراز و نشیب‌های متعددی همراه بوده‌است. مستند به گزارش‌هایی تا پیش از دهه چهل خورشیدی نهاد مدیریت شهری متولی شهرسازی بوده‌است؛ در سال‌های دهه چهل با تأسیس وزارتخانه «آبادانی و مسکن» است که عملاً دولت به عنوان یکی از نهادهای فعال و مؤثر در شهرسازی فعالیت می‌کند و اختیار و آزادی عمل حداکثری نهاد مدیریت شهری در این حوزه کمتر شد. با تدوین نخستین طرح جامع شهر تهران در سال ۱۳۴۹ است که به‌طور مشخص مسئولیت‌هایی متوجه نهاد مدیریت شهری در زمینه مسائل شهرسازی می‌شود. از متغیرهای مؤثر در تأسیس معاونت شهرسازی و معماری در مدیریت شهری تهران توسعه کالبدی و افزایش جمعیت شهر تهران برای نظارت بر فرایند شهرسازی عنوان شده‌است.
ماموریت‌های کلان و ساختار
عمده مسئولیت این نهاد  طراحی، هدایت و ساخت کلانشهر تهران است. مستند به اسناد بالا دستی اعم از مصوبات شورای اسلامی شهر تهران یا شورای عالی شهرسازی و معماری و نظایر این، ماموریت‌های مشارکت و تلاش در زمینه‌های مربوط به برنامه‌ریزی، مطالعات و تحقیقات علمی، فنی، مهندسی و تخصصی شهرسازی و معماری به این معاونت واگذار شده‌است. همچنین تهیه و اجرای طرح‌های تحقیقاتی، اجرائی، هدایت و نظارت بر ساخت و سازهای درون‌شهری شهر تهران و برنامه‌ریزی و هماهنگی ساخت و سازهای شهری و تدوین ضوابط و مقررات اجرائی از دیگر ماموریت‌های این معاونت است. معاونت شهرسازی و معماری شهرداری تهران همچنین طرح جامع تفصیلی کلانشهر تهران را نیز طراحی و نظارت بر نحوه اجرای آن را بر عهده دارد. این معاونت برای تحقق ماموریت‌ها و وظایفش نهادهای متعددی را زیر مجموعه خود دارد از آن جمله می‌توان اشاره کرد به اداره‌های کل «برنامه‌ریزی و توسعه شهری امور شهرسازی و معماری»، «معماری و ساختمان»، «شهرسازی و طرح‌های شهری»، «امور اجرایی کمیسیون‌های ماده ۱۰۰»، «حریم»، «مدیریت بافت و بناهای تاریخی» همچنین شرکت‌ها و سازمان‌های «نوسازی عباس‌آباد»، «نوسازی شهر تهران» و در نهایت کمسیون ماده ۵ از دیگر زیرمجموعه‌های این معاونت است.
وظایف
موارد دوازده‌گانه‌ای در تشریح شرح وظایف معاونت شهرسازی و معماری شهرداری تهران عنوان شده‌است در ادمه مروری بر برخی از مهمترین وظایف این نهاد خواهیم داشت.
- تنظیم برنامه‌های توسعه شهری
- تدوین هدف‌ها، سیاست‌ها، برنامه‌های جامع نظام شهرسازی و معماری تهران بزرگ
- بررسی سیاست‌ها و برنامه‌های مربوط به تراکم جمعیتی شهر تهران، قشربندی‌های اجتماعی، فرهنگی، الگوهای مهاجرت و…
- مشارکت فعال و همکاری با سازمان‌های مسئول در رابطه با برنامه‌ها و طرح‌های زیربنایی و روبنایی شهر تهران
- همکاری با سازمان‌های مسئول آب، برق، گاز، مخابرات، آموزش و پرورش، بهداشت، درمان، ورزش و تفریح، فضای سبز به عنوان موضوع‌های مربوط به شهرسازی
- تأمین، تهیه و تدوین سیاست‌های شهرداری تهران در ارتباط با نحوه، کیفیت و چگونگی پیشبردی امر ساخت و ساز در تهران
- تبیین سیاست‌ها و دستورالعمل‌های مصوب شهرداری تهران در امر ساخت و ساز به مناطق بیست دوگانه
- نظارت مستمر بر اجرای نقشه‌های جامع و تفصیلی شهر تهران
- اجرای امر نظارت و برنامه‌ریزی دقیق و حساب شده در ارتباط با صدور پروانه‌های ساختمانی.
- نظارت بر روند شهرسازی و معماری شهر تهران
- تأمین امکانات فنی، نیروی انسانی متخصص، آمار و سایر ابزارهای مورد نیاز، تأسیس ستادهای مرکزی و منطقه‌ای در زمینه شهرسازی
- ایجاد نظام نوین و سیستمی صحیح و مناسب و متکی به روش‌های منطقی در زمینه صدور پروانه‌های ساختمانی
- افزایش سطح آگاهی متقاضیان پروانه‌های ساختمانی و مهندسین، طراحان و ناظرین دربارهٔ قوانین، ضوابط فنی، بهداشتی و ایمنی ساختمان

## اداره‌های کل
داره‌های کل «برنامه‌ریزی و توسعه شهری امور شهرسازی و معماری»، «معماری و ساختمان»، «شهرسازی و طرح‌های شهری»، «امور اجرایی کمیسیون‌های ماده ۱۰۰»، «حریم»، «مدیریت بافت و بناهای تاریخی» از زیرمجموعه‌های این معاونت هستند.

### برنامه‌ریزی و توسعه شهری
اداره کل برنامه‌ریزی و توسعه شهری امور شهرسازی و معماری سال ۱۳۸۷ بنیاد نهاده شد و ماموریت‌هایی نظیر هماهنگی بین واحدهای تابعه معاونت شهرسازی و معماری و نیز ارتباط با شهرداری مناطق بیست و دوگانه دربارهٔ مسائل شهرسازی را بر عهده داشت. از سال ۱۳۸۹ با تغییراتی در ساختار اداری شهرداری، این اداره کل نیز به نام «برنامه‌ریزی و توسعه شهری امور شهرسازی مناطق» تغییر یافت و علاوه بر ماموریت‌های پیشین ماموریت‌های دیگری به آن محول شد. در نهایت واپسین تحولات این نهاد به اوائل دهه نود و به‌طور مشخص خرداد ماه سال ۱۳۹۱ بازمی‌گردد؛ با دو معاونت و دوزاده واحد از آن زمان تا کنون هم به همین نام «برنامه‌ریزی و توسعه شهری امور شهرسازی و معماری» فعالیت می‌کند و پس از تغییرهای مکرر شرح وظایف و اختیارات این اداره کل طی ادوار مختلف در سال‌های اخیر با شرح وظایف و اختیارات زیر عمل می‌کند.
- برنامه‌ریزی، هماهنگی، نظارت و پیگیری حسن اجرای وظایف و ماموریت‌های ادارات کل و معاونت‌های شهرسازی و معماری شهرداری‌های مناطق
- ایجاد هماهنگی بین واحدهای تابعه حوزه شهرسازی و معماری و سایر واحدهای مرتبط در شهرداری تهران
- کنترل و نظارت در تهیه، تنظیم، تغییر و اصلاح بودجه سالیانه حوزه‌های شهرسازی و معماری مناطق و واحدهای تابعه
- کنترل و نظارت بر تخصیص اعتبارات عمرانی و جاری و نظارت بر هزینه کرد اعتبارات مرتبط
- نظارت بر حسن اجرای صحیح بودجه حوزه‌های شهرسازی و معماری و واحدهای تابعه
- بررسی و اعلام نظر در خصوص پیشنهاد اصلاح بودجه واحدهای تابعه
- تهیه گزارش انحرافات از بودجه و برنامه‌های ابلاغی و ارائه گزارش عملکرد
- نظارت بر فعالیت‌ها، طرح‌ها و پروژه‌های مرتبط با حوزه معاونت شهرسازی و معماری از لحاظ کمی، کیفی و مالی.
- استقرار نظام کنترل پروژه، در اجرای طرح‌ها، همچین تهیه و ارائه گزارش عملکرد
- بررسی و تهیه گزارش پیشرفت فیزیکی پروژه‌های در دست اقدام حوزه و تجزیه و تحلیل علل تأخیر و عدم پیشرفت با توجه به برنامه زمانبندی پروژه‌ها
- بررسی و اعلام نظر در خصوص طرح‌ها و پروژه‌های پیشنهادی، در حال اجرا و خاتمه یافته حوزه‌های شهرسازی و معماری مناطق و واحدهای تابعه
- ارزیابی عملکرد سالیانه حوزه‌های شهرسازی و معماری مناطق با هدف رفع موانع، مشکلات و ضعف‌ها، تقویت و کارآمد تر نمودن واحدهای مذکور
- بررسی، پیشنهاد و همکاری در زمینه تهیه، تدوین، تغییر و تصویب آیین‌نامه‌ها و دستورالعمل‌های ابلاغی و مورد نیاز حوزه شهرسازی و معماری
- اعلام نیازهای آموزشی پرسنل حوزه به واحدهای ذیربط به منظور برنامه‌ریزی و برگزاری دوره‌های آموزشی
- اخذ آمار و اطلاعات فعالیت‌ها و اقدامات انجام شده شهرسازی و معماری به منظور ایجاد بانک اطلاعات جامع حوزه شهرسازی و معماری

### معماری و ساختمان
اداره کل معماری و ساختمان در سال ۱۳۸۵ تشکیل شده‌است.
ساختار وظایف
این اداره کل دارای دو معاونت «معماری» و «ساختمان» است؛ همچنین مسئولیت و مأموریت مناسب‌سازی فضای شهری برای گروه‌های توان‌یاب اعم از افراد صامت (ناگویا)، ناشنوا، نابینا و معلول را بر عهده دارد. در تشریح برخی از مهمترین فعالیت‌های معاونت «معماری» می‌توان اشاره کرد به «تهیه و تدوین لایحه نمای ساختمان»، «راهبری ستاد مناسب‌سازی فضاهای شهری برای معلولین جسمی - حرکتی»، «تهیه طرح‌های معماری، سرای محلات و ساختمان‌های نواحی و شهرداری مناطق»، «راه‌اندازی بانک اطلاعات تخصصی اداره کل معماری و ساختمان» و… همچنین در تشریح برخی از مهمترین فعالیت‌های معاونت ساختمان می‌توان اشاره کرد به «نظارت عالیه بر ساخت و سازهای شهری در بخش معماری و ساختمان»، «کنترل مدارک فنی پروژه‌های مهم»، «اجرایی کردن مقررات ملی ساختمان»، «بیمه کیفیت ساختمان» و… این اداره کل در حوزه‌های ساختمان و معماری فعالیت می‌کند. از آن جمله می‌توان به موارد زیر اشاره کرد.
- تهیه و بررسی پروژه‌های طراحی شهری اعم از خیابان، میدان، بلوک شهری، مکانیابی بناهای خاص و…
- مطالعه، تحقیق و شناسایی الگوها، شیوه‌ها و سبک‌های جدید معماری و هماهنگ نمودن آنها با الگوهای بومی- سنتی مبتنی بر راهبردهای طرح جامع و تفصیلی.
- تهیه و تدوین اصول، معیارها، دستورالعمل‌های طراحی و اجرای ساختمان‌ها با توجه به محیط زمینه و بافت پیرامونی
- تدوین اصول و معیارها ایمنی، زیبایی، انسجام بخشی به کالبد محله‌ها و ایجاد ترکیبات شکلی و حجمی مناسب برای ساختمان‌ها
- تقویت نشانه‌های هویتی شهر و نیز اخذ نتایج مطلوب از طریق طرح‌ها، برنامه‌ها و پروژه‌های موضعی مرتبط.
- اتخاذ تدابیر و اقدامات لازم به منظور هدایت، کنترل و ارتقاء کیفیت ساخت و ساز
- پیشگیری و جلوگیری از ساخت و ساز غیرمجاز در سطح شهر تهران و ارائه دستورالعمل‌های اجرایی مربوط
- کنترل و نظارت بر عملکرد مهندسین در امور ساخت وساز
- نیازسنجی آموزشی حرف مرتبط با صنعت ساختمان اعم از مهندسین، کاردان‌ها، معماران تجربی، کارگران ماهر در رشته‌های تخصصی مربوط
- همکاری با نهادهای مرتبط برای تشکیل دوره‌های تخصصی و ارتقاء سطح علمی عوامل مؤثر در صنعت ساختمان.
- اتخاذ تدابیر لازم جهت گسترش همه‌جانبه بیمه‌های ساختمان به منظور ارتقا، کیفیت ساختمان.
- ارائه الگوهای صحیح بهره‌برداری از ساختمان به منظور افزایش عمر مفید آن با اشاعه فرهنگ صحیح بهره‌برداری در سطح جامعه.
- نظارت بر اجرای ضوابط و مقررات ملی ساختمان درخصوص نحوه صرفه‌جویی از مصرف انرژی در ساختمان‌ها.
- نظارت بر عملکرد بخش‌های مرتبط با معماری و ساختمان شهرداری‌های مناطق در چارچوب وظایف مرتبط.
- مناسب‌سازی محیط شهری (فضاهای عمومی و ساختمان‌ها) جهت تردد معلولین و نظارت بر حسن اجرای ضوابط، مقررات و طرح‌های مرتبط با آن.

مناسب‌سازی محیط شهری برای توان‌یاب‌ها
همان‌طور که پیش‌تر گفته شد یکی از ماموریت‌های مهم این نهاد مناسب‌سازی محیط شهری (فضاهای عمومی و ساختمان‌ها) برای تردد گروه‌های مختلف توان‌یاب‌ها اعم از ناشنوایان، نابینایان، افراد صامت و ناگویا و معلولان است. این نهاد همچنین موظف است حسن اجرای ضوابط، مقررات تردد توان‌یابان در ساخت‌وسازهای شهری نظارت کند.
شهرداری تهران از نیمه دهه هشتاد مستند به مصوبه شورای اسلامی شهر تهران مورخ ۱۳۸۴/۰۴/۲۲ مکلف به مناسب‌سازی فضای شهری و معماری برای ناتوانان و کم توانان شد و از آن تاریخ ستادی به این منظور ایجاد شده‌است و مسئولیت رسیدگی به این مأموریت را بر عهده دارد. به واقع تکلیف یاد شده و در نهایت ایجاد ستاد مناسب‌سازی فضای شهری برای معلولین جسمی - حرکتی اقدامی برای تحقق اهداف قانون «حقوق معلولین» است. قانون «حقوق معلولین» ششم خرداد ماه ۱۳۸۳ در شورای اسلامی شهر تهران به تصویب رسیده‌است. این ستاد دربرگیرنده نمایندگان حوزه‌های معاونت‌های شهرسازی و معماری، حمل و نقل و ترافیک، فنی و عمرانی، خدمات شهری، اجتماعی و فرهنگی، نمایندگان شورای اسلامی شهر تهران، نمایندگان سازمان‌ها و نهادهای ذی مدخل در امر مناسب‌سازی نظیر بنیاد شهید و امور ایثارگران، سازمان بهزیستی کشور، ستاد هماهنگی مناسب‌سازی کشور، امور ایثارگران ریاست جمهوری، راهنمایی و رانندگی ناجا و نمایندگان سازمان‌های غیردولتی مرتبط با امور معلولین است. همچنین دبیری ستاد بر عهده معاون شهرسازی و معماری شهرداری تهران است. این ستاد دارای چند کارگروه «شهرسازی و معماری»، «آموزش و اطلاع‌رسانی»، «اجتماعی» و «فنی و عمرانی» است.

### شهرسازی و طرح‌های شهری
اداره کل شهرسازی و طرح‌های شهری از دو معاونت «فنی و اجرایی» و «طرح‌های توسعه شهری» تشکیل شده‌است. برخی از وظایف اداره کل به شرح زیر است.
- تهیه و بازنگری طرح‌های توسعه شهری در چارچوب طرح‌های بالادست و مصوبات شورای عالی شهرسازی و معماری ایران
- ایجاد هماهنگی با سایر واحدهای تابعه شهرداری تهران در خصوص عملیاتی و اجرایی نمودن طرح‌های موردنظر در سطح شهر تهران
- ایجاد فیلدها و لایه‌های اطلاعاتی(GIS) و به روزرسانی آن در چارچوب سیستم‌های یکپارچه شهرسازی جهت تشکیل بانک اطلاعاتی
- بررسی پیشنهادها و درخواست، در خصوص تغییرات احتمالی طرح تفصیلی و موارد مرتبط و اخذ مصوبه از مبادی ذیربط
- پیگیری و نظارت بر حسن اجرای مصوبات کمیسیون ماده ۵
- هدایت، کنترل و نظارت عالی بر فرایند طراحی و ساخت بنا و محیط شهری
- هدایت برنامه‌ای عوامل مؤثر بر فرایند طراحی و ساخت بنا و محیط شهری مانند نظامات مهندسین و مهندسان ناظر با هدف ارتقاء کیفیت فنی و طراحی ساختمان و معماری محیط و منظر
- رفع ابهام و پاسخگویی به استعلام‌های مناطق و سایر ارگان‌ها و نهادها در زمینه شهرسازی و معماری
- ایجاد سازوکارهای الکترونیکی هوشمند جهت انجام وظایف یادشده

### امور اجرایی کمیسیون‌های ماده ۱۰۰
رسیدگی به ساخت و ساز خلاف در داخل محدوده و حریم شهرها، مشمول ماده ۱۰۰ قانون شهرداری است.
از کمسیون ماده ۱۰۰ به عنوان مرجع رسیدگی به تخلف‌های ساخت و ساز در محدوده شهری یاد می‌شود. قانون «تعاریف محدوده و حریم شهر، روستا و شهرک و نحوه تعیین آن‌ها» مصوب نیمه بهمن‌ماه ۱۳۸۴ مجلس شورای اسلامی، این قانون شهرداری‌ها را مکلف بر کنترل و نظارت بر احداث هرگونه ساختمان، تأسیسات و سایر اقدامات مربوط به توسعه و عمران در داخل محدوده شهر کرده‌است. شرح جزئیات صدور پروانه ساخت و ساز در حریم شهری، در قانون شهرداری‌ها مصوب شده‌است. بر اساس ماده ۵۵ قانون شهرداری‌ها نهاد مدیریت شهری اختیار صدور پروانه ساخت را دارد. چنانچه شهروندی از این اصل تخطی کند؛ شهرداری بر اساس ماده ۱۰۰ می‌تواند با فرد خاطی برخورد کند. به عبارت دیگر
کمیسیون ماده ۱۰۰ قانون شهرداری مرجعی برای رسیدگی به تخلفات ساختمانی از لحاظ ضوابط شهرسازی و ایمنی است. اگر شهروندان که در ساخت و ساز دست دارند در حوزه ساختمان سازی مرتکب تخلفی شوند، این تخلف در کمیسیون ماده ۱۰۰ مورد رسیدگی قرار می‌گیرد. کمسیون یاد شده صلاحیت رسیدگی به تخلفات زیر را دارد.
1. احداث بنا بدون پروانه (مجوز) یا احداث بنا خارج از پروانه یا مازاد بر آن
2. عدم احداث پارکینگ یا غیرقابل استفاده بودن پارکینگ
3. تجاوز به معابر شهر
4. استحکام نداشتن بنا یا عدم رعایت ضوابط فنی، بهداشتی و شهرسازی در احداث بنا
5. تغییر کاربری غیرمجاز
6. تخلف مهندس ناظر ساختمان

اعضای کمسیون ماده ۱۰۰ شامل نماینده دادگستری، نماینده شورای شهر، نماینده فرمانداری و نماینده شهرداری است که در بین این اعضا نماینده شهرداری حق رای ندارد و تنها برای ادای توضیحات در جلسات این کمیسیون حاضر می‌شود. همچنین فرایند اجرایی کمیسیون ماده ۱۰۰ شهرداری هم به این نحو است که با طرح تخلف و اخذ لایحه دفاعیه شخص، پرونده برای رسیدگی در کمیسیون ماده ۱۰۰ شهرداری بدون حضور ذینفع صورت می‌گیرد. پس از ابلاغ رای، شهرداری و مالک یا قائم مقام او می‌توانند ظرف مدت ۱۰ روز پس از ابلاغ رای نسبت به آن اعتراض کند.
به‌طور مشخص کار امور اجرایی کمسیون‌های ماده ۱۰۰ از همین‌جا آغاز می‌شود. در هر یک از این کمسیون‌ها به فعالیت‌ها و ماموریت‌های مختلفی پرداخته می‌شود. ساختار اداری «امور اجرایی کمسیون‌های ماده ۱۰۰» نیز به یان شرح است؛ این نهاد اجرایی از «معاونت فنی» و «معاونت اجرایی» تشکیل شده‌است. وظایف آن نیز به شرح زیر است.
- رسیدگی به کلیه تخلفات ساختمانی اعم از احداث بنای بدون پروانه یا زائد برپروانه، احداث بنای زائد پرتراکم مجاز، تخلفات مربوط به عدم استحکام بنا، عدم رعایت اصول فنی، بهداشتی و شهرسازی
- رسیدگی به تخلف نحوه استفاده از اماکن مسکونی
- معرفی نمایندگان منتخب وزارت کشور، وزارت دادگستری، شورای شهر و شهرداری تهران به کمیسیونهای ماده صد قانون شهرداریها
- بررسی کلیه پرونده‌های واصله قبل از ارجاع به کمیسیون به منظور رفع نقص و کامل بودن پرونده و اعاده پرونده‌های ناقص به منطقه مربوط
- ارجاع کلیه پرونده‌های دریافتی به کمیسیون‌های متشکله جهت بررسی و اتخاذ تصمیم نسبت به خلاف‌های اعلام شده.
- ثبت کلیه نامه‌ها و پرونده‌های واصله از مناطق بیست و دوگانه جهت انجام امور مربوط و پاسخگوئی به ارباب رجوع و پیگیریهای لازم
- تهیه و ارسال اخطاریه متضمن خلافهای اعلام شده از طریق منطقه و سایر نظرات اعلامی اعضای کمیسیونها جهت ابلاغ به افراد ذینفع
- دریافت لوایح و اعتراض‌های ارسالی در ارتباط با پرونده‌های مطروحه که به وسیله افراد ذینفع به اداره کل تسلیم می‌گردد
- اعتراض به آرای صادره که مغایرت بارزی با مفاد طرح جامع و مقررات و ضوابط شهرسازی و معماری داشته و ارسال پرونده‌های مربوط به کمیسیونهای تجدید نظر باتشخیص و نظر مدیریت، در صورت تفویض اختیار از طرف شهردار تهران
- ارسال کلیه پرونده‌های منتهی به صدور رأی و بررسی شده به شهرداری مناطق جهت اجرای آرای صادره
- نظارت بر پیگیری آراء کمیسیونها در مناطق بیست و دوگانه شهرداری تهران

### حریم
مستند به گزارش‌هایی در اواخر دهه نود خورشیدی (۱۳۹۸) حریم شهر تهران بالغ بر یک هزار و ۳۲۷ کیلومتر مربع بوده‌است. حریم شهر تهران ۱۱ منطقه شهرداری و ۲۸ ناحیه را درگیر مسائل جانبی خود کرده‌است. تعرض به حریم شهری و همچنین برای جلوگیری از زمین‌خواری و دلائل دیگر از نیمه دهه هشتاد «اداره کل حریم» سال ۱۳۸۴ در معاونت امور مناطق شهرداری تهران تأسیس شد. در همین سال به نیز شهرداری تهران مستند به قوانین و اسناد بالا دستی اعم از «قانون تعیین محدوده شهر» و «قانون منع فروش اراضی فاقد کاربری مسکونی برای امر مسکن» و نظایر این اقدام به تعریف حریم و محدوده شهر تهران کرد.
ضرورت و هدف
در تبیین ضرورت و اهداف تأسیس این نهاد جدید عنوان شده‌است که هدف از تشکیل اداره کل حریم، ساماندهی حریم شهر تهران، در دستور کار قرار دادن موضوع حفظ اراضی، قانونمند کردن ساخت و سازها و طرح‌های عمرانی و ایجاد توسعه فضای سبز با توجه به وسعت و گستردگی حریم شهر عنوان شده‌است. همچنین اداره کل حریم متولی اصلی نظارت بر حریم شهر معرفی شده‌است که با برنامه‌ریزی‌ها هماهنگی‌ها و سیاست‌گذاری‌های لازم ماموریت‌هایش در حفاظت و مراقبت از حریم شهر را دنبال کند. همچنین مبارزه با ساخت و ساز غیرمجاز و زمین خواری و برخورد با احداث‌های غیرقانونی مأموریت اصلی این اداره کل است. برخی از مهمترین فعالیت‌ها و وظایف این اداره کل به شرح زیر است.
- سیاست گذاری، تدوین قوانین و نظارت عالی بر انجام وظایف شهرداری‌های مناطق دارای حریم در ارتباط با عرصه حریم شهر تهران
- یکپارچه سازی منابع اطلاعاتی
- برقراری تعامل سازنده با سایر دستگاه‌ها و نهادهای درون و برون سازمانی در حریم در راستای حفظ و صیانت از حریم و ایجاد زمینه توسعه پایدار در حریم شهر تهران
- هوشمند سازی کلیه سیستم‌های اطلاعاتی به منظور پایش و کنترل حریم شهر تهران
- دریافت ساست‌ها و تدابیر ابلاغی از سوی شهردار و شورای اسلامی شهر تهران از طریق معاونت شهرسازی و معماری و ابلاغ و نظارت بر اجرای صحیح موارد به مناطق دارای حریم
- رسیدگی به درخواست‌های اشخاص حقیقی و حقوقی در ارتباط با حریم شهر تهران
- انجام مطالعات، برنامه‌ریزی و طراحی برنامه‌های هدفمند در جهت ارتقا، بهبود و اصلاح کیفیت محیط زیست حریم
- انجام مطالعات، برنامه‌ریزی و طراحی پروژه‌های موضوعی و موضعی مربوط به نحوه استفاده از اراضی در سطح حریم شهر تهران مرتبط با برنامه‌ها و طرح‌های مصوب بالادست
- تهیه و تدوین برنامه‌های راهبردی از قبیل طرح راهبردی حریم پایتخت به منظور یکپارچه سازی قوانین و مقررات ملاک عمل برای شهرداری‌های واقع در حریم پایتخت
- برقراری تعامل و هماهنگی با ستاد کل نیروهای مسلح به منظور هماهنگی در جهت تدوین سازو کارهای مناسب برای استقرار و فعالیت نیروهای مسلح در حریم شهر مطابق اصول حفظ و صیانت از حریم و طرح‌های بالادست
- هدایت و راهبری بر حریم مناطق با همکاری شهرداری‌های مناطق دارای حریم

### مدیریت بافت و بناهای تاریخی
تهران از آغاز دوره پایتختی در ایران عهده قاجار تا کنون تحولات متعددی را از سر گذرانده است. بر اساس آخرین گزارش‌ها در پاییز سال ۱۴۰۰ بالغ بر ۱۵۶۰ بنای دارای ارزش و اهمیت تاریخی در تهران شناسایی و اطلاعات آن در سامانه سامانه مدیریت اطلاعات بافت و بناهای تاریخی ثبت شده‌است.
ضرورت و هدف
مجموعهٔ مدیریت بافت و بناهای تاریخی تهران، همان‌طور که از عنوان این تشکیلات بر می‌آید به ضرورت شناسایی، حفاظت و صیانت از بافت و بناهای تاریخی تهران ایجاد شده‌است. مستند به گزارش پرتال سازمانی این نهاد، تا سال ۱۴۰۱ بالغ بر ۳۰۰۰ مکان، ۱۶۲۸ ابنیه دارای اهمیت و ارزش تاریخی در تهران شناسایی و موجود است که از این تعداد بالغ بر ۳۴۲ ابنیه در فهرست آثار ملی به ثبت رسیده‌است. ناظر بر همین اهمیت و شمار قابل توجه آثار و ابنه تاریخی و دارای اهمیت مدیریت شهری تهران بر اساس مصوبه شورای اسلامی شهر تهران در سال ۱۳۸۸ مکلف به تدابیری برای شناسایی، حفاظت، صیانت و مدیریت بافت و بناهای تاریخی تهران شد که پس از انجام توافق‌هایی با اداره کل میراث فرهنگی و گردشگری استان تهران در نهایت این نهاد در مجموعه شهرداری تهران تأسیس شد. مدیریت بافت و بناهای تاریخی تهران برای تحقق مأموریت حفظ و صیانت از بناها و محدوده‌های تاریخی شهر تهران، همچنین احیاء ارزش‌های نهفته آن‌ها مجموعه طرح‌ها و پروژه‌های مطالعاتی و اجرایی را در دستور کار قرار داده‌است. استفاده از ظرفیت تشکل‌های مردم‌نهاد، هم‌افزایی با نهادهای دولتی متولی میراث فرهنگی اعم از اداره کل میراث فرهنگی استان تهران، صندوق احیا و بهره‌برداری از اماکن تاریخی و فرهنگی و… در شمار اقدام‌هایی است که این نهاد مدیریت شهری برای حفظ و صیانت از بافت و بناهای تاریخی تهران دنبال می‌کند. برخی از وظایف این نهاد به شرح زیر است.
- فراهم‌سازی شرایط مناسب ازنظر امنیت، ایمنی، آسایش و تسهیل خدمات‌رسانی کیفیت بالای زندگی و کار برای ساکنین این مناطق
- ارائه خدمات روزآمد به ساکنین و حافظ میراث ملموس و ناملموس شهر
- ارتقاء شرایط اجتماعی و فرهنگی در بافت تاریخی تهران از طریق تعامل مردم، مسئولان و سازمان‌های مردم‌نهاد

مکان و سامانه مدیریت اطلاعات بافت و بناهای تاریخی
تشکیلات اداری و دیوانی مدیریت بافت و بناهای تاریخی تهران در خانه مهربان قرار دارد. این خانه که به عنوان اثر ملی در سال ۱۳۸۴ ثبت شده‌است. از بناهای دوره پهلوی است. این خانه در محله عودلاجان خیابان امیرکبیر و در کوچه جاویدی واقع شده‌است. همچنین این تشکیلات برای مدیریت موثرتر بر داده‌ها و اطلاعات بافت‌ها و بناهای تاریخی اقدام به تأسیس سامانه‌ایی به این منظور کرده‌است. این سامانه مدیریت اطلاعات در دسترس بناهای تاریخی و ارزشمند، اطلاعات میراثی منابع گوناگون، بررسی اطلاعات جمع‌آوری شده را انجام می‌دهد همچنین امکان تعیین رکوردهای اطلاعاتی، مکان‌یابی ابنیه بر روی نقشه شهر تهران را نیز فراهم کرده‌است. همسان‌سازی اطلاعات مکانی، توصیفی و مستندات گزارش‌ها و هم چنین انجام مطالعات مربوط به هر بنا اقدام‌هایی است که از طریق این سامانه میسر می‌شود.

### تدوین ضوابط، نظارت و صدور پروانه
اداره کل تدوین ضوابط، نظارت و صدور پروانه، مسئولیت صدور پروانه ساخت و ماموریت‌های مرتبط از جمله گواهی پایان‌کار ساختمان را بر عهده دارد. این اداره کل از دو معاونت «تدوین و نظارت بر اجرای ضوابط» و «صدور پروانه و پاسخگویی به استعلامات» تشکیل شده‌است و برای تحقق ماموریت‌هایش اداره‌های «تدوین ضوابط و لوایح»، «نظارت بر اجرای ضوابط و مقررات»، «پاسخگویی به استعلامات» و «هوشمندسازی» زیر مجموعه آن هستند. براساس گزارش‌هایی از تیرماه ۱۳۹۹ گواهی پایان‌کار به صورت آن‌لاین و غیرحضوری صادر می‌شود. از جمله مهمترین وظایف این اداره کل می‌توان به موارد زیر اشاره کرد.
- تهیه و تدوین ضوابط و مقررات جدید یا تدوین پیش‌نویس لوایح و طرح‌های مرتبط با وظایف حوزه شهرسازی و معماری
- نظارت بر حسن اجرای کلیه ضوابط و مقررات شهرسازی و معماری در صدور پروانه و گواهی ساختمان
- ارائه پیشنهادها وضع عوارض جدید یا ایجاد تغییرات در عوارض موجود و پاسخ به استعلامات آن‌ها
- رفع ابهامات و پاسخگویی به استعلامات کلیه واحدهای تابعه شهرداری تهران در زمینه ضوابط صدور پروانه و گواهی‌ها و سایر مجوزهای شهرسازی و گردش کا
- تدوین راهبردهای هوشمند سازی کلیه ضوابط و مقررات شهرسازی و معماری در سامانه‌های الکترونیکی

## شرکت و سازمان
شرکت نوسازی عباس‌آباد و سازمان نوسازی شهر تهران و همچنین دبیرخانه کمسیون ماده پنج از دیگر نهادهای زیر مجموعه معاونت معماری و شهرسازی شهرداری تهران است.

### شرکت نوسازی عباس‌آباد
سابقه تأسیس و بنیان‌گذاری شرکت نوسازی عباس‌آباد به اوائل دهه پنجاه خورشیدی بازمی‌گردد؛ بر اساس گزارش‌های موجود خردادماه سال ۱۳۵۰ مجلس شورای ملی و مجلس سنا «قانون اجرای برنامه نوسازی اراضی عباس‌آباد» را در سیزده ماده و سه تبصره تصویب کردند. این شرکت در فاصله سال‌های دی ماه ۱۳۵۴ تا ۱۳۵۷ با عنوان شرکت نوسازی شهستان پهلوی فعالیت کرد. بر اساس ماده ۳ اساسنامه شرکت، کلیه سهام شرکت نوسازی متعلق به شهرداری تهران است. این شرکت بر اساس اصول بازرگانی و برمبنای قانون تجارت اداره می‌شود و یکی از مؤسسات وابسته به شهرداری تهران به‌شمار می‌آید. همچنان که از عنوان شرکت بر می‌آید و مستند به مفاد ماده ۵ اساسنامه، عمده مأموریت این شرکت اجرای برنامه نوسازی در محدودهٔ اراضی عباس‌آباد تهران است. شرکت توسط یک هیئت مدیره سه نفره و یک مدیر عامل اداره می‌شود و ریاست مجمع عمومی آن با شهردار تهران است. از جمله وظایف این شرکت به شرح زیر است.
- احداث انواع ساختمان اعم از مسکونی، تجاری، اداری، فرهنگی، بهداشتی و غیره
- جاده‌سازی و ایجاد معابر و میدان‌ها
- پارک سازی، ایجاد فضای سبز و تفرج گاه‌های عمومی و مراکز تفریحات سالم
- فروش، رهن اراضی و احداث‌هایی به‌طور مجزا با رعایت مفاد ماده ۹۰ قانون یادشده

مراکز گردشگری متعددی در اراضی عباس‌آباد ایجاد شده‌است که از آن جمله می‌توان به این موارد اشاره کرد.
- پل طبیعت
- پارک طالقانی
- پل ابریشم
- بوستان نوروز
- برج‌های آتش
- بوستان بنادر
- بوستان آب و آتش
- میدان مشاهیر
- تندیس سیاوش
- فانوس دریایی
- میدان آب
- برج پرچم
- گنبد مینا
- باغ و دریاچه هنر

### سازمان نوسازی شهر تهران
پیشینه تأسیس سازمان نوسازی شهر تهران به دهه چهل خورشیدی بازمی‌گردد. گزارش‌هایی از تأسیس سازمان نوسازی در سال ۱۳۴۶ خبر می‌دهد و نوسازی بافت‌های فرسوده و قدیمی در منطقه کنونی دوازده شهرداری تهران از جمله نخستین ماموریت‌های این سازمان عنوان شده‌است؛ به‌طور مشخص مأموریت نوسازی بافت فرسوده محله عودلاجان از نخستین ماموریت‌های این سازمان در سال‌های قبل انقلاب بوده‌است. سال ۱۳۴۷، این سازمان شکل و ساختار حقوقی و اداری در تشکیلات مدیریت شهری می‌گیرد. وقوع زلزله بم در دهه هشتاد خورشیدی از جمله مهم‌ترین رویدادهایی اعلام شده‌است که مسئله نوسازی و مقاوم‌سازی بافت شهری بیش از پیش مورد توجه مدیریت وقت شهرداری تهران قرار گرفت و متأثر از این رویداد ماموریت‌های سازمان نوسازی در مقاوم‌سازی و نوسازی بافت‌های فرسوده و ناایمن در دستور کار قرار گرفت. رویکرد عمده سازمان نوسازی شهر تهران، پرهیز از تصدی‌گری و تمرکز بر تسهیل‌گری و جلب مشارکت شهروندان و سرمایه‌گذاران بخش خصوصی برای نوسازی و مقاوم‌سازی، بافت‌های فرسوده شهر تهران است. سازمان نوسازی شهر تهران، با رویکردی کل‌نگر، توسعه محله‌ای را در پهنه‌های سکونتی و بازآفرینی شهری را در عرصه‌های ناکارآمد، مدنظر قرار دارد. در سطح مدیریتی، با اقدامات پشتیبان، هماهنگی‌های میان‌بخشی و مَشیِ مشارکتی و همکارانه با عموم دخیلان، ارتقاء کیفیت زندگی شهروندان، از طریق به‌سازی، نوسازی و مقاوم‌سازی مسکن، تأمین خدمات، افزایش کیفیت عرصه‌های عمومی و بهبود وضعیت اجتماعی و اقتصادی ساکنان محلات هدف، برنامه‌ریزی و اجرای آن‌ها را پی‌گیری می‌کند.
این سازمان مجری برخی از پروژه‌های کلان ساخت و ساز از سال‌های دهه چهل تا نیمه دهه هشتاد بوده‌است از آن جمله می‌توان به ایجاد بوستان ملت (پارک شاهنشاهی سابق)، بوستان بعثت (پارک فرح‌آباد) اشاره کرد. همچنین در سال‌های بعد انقلاب این سازمان در ساخت میدان‌ها میوه و تره بار، ایستگاه‌های آتش‌نشانی را بر عهده داشت. از احداث اتوبان نواب و نوسازی فضاهای مسکونی اطراف آن به عنوان یکی از پروژه‌های نوسازی این سازمان یاد می‌شود.
ساختار و وظایف
سازمان نوسازی شهر تهران، دربرگیرنده «شورا»، «هیئت مدیره»، معاونت‌های «هماهنگی و امور مناطق»، «برنامه‍ ریزی و سرمایه انسانی»، «توسعه محله‌ایی»، «فنی و مهندسی» و «مالی و اداری» و «توسعه مسکن» است. همچنین «ستاد بازآفرینی پایدار شهری» و اداره‌های،«ایمنی، بهداشت و محیط زیست(HSE)»، «حقوقی» و «روابط عمومی» از دیگر بخش‌های زیر مجموعه مدیریت این سازمان هستند. برخی از وظایف این سازمان به شرح زیر است.
- نوسازی، بهسازی و مقاوم‌سازی بافت‌های فرسوده
- توسعه محلات کم برخوردار
- بازآفرینی عرصه‌های ناکارآمد
- تولید علم و انجام پژوهش‌های راهبردی و کاربردی
- تهیه برنامه‌ها، طرح‌ها و پژوهش در امر بهسازی و نوسازی بافت‌های فرسوده
- تعریف پایلوت‌های مرتبط با برنامه‌ها، طرح‌ها و پژوهش‌ها
- ایجاد و توسعه زیرساخت‌های بهسازی و نوسازی
- به روزرسانی اطلاعات حوزه به‌سازی و نوسازی
- تهیه و پیگیری تصویب و ابلاغ طرح‌های شهرسازی و معماری
- اصلاح طرح‌های موجود نوسازی بافت‌ها و ابنیه
- راهبری و نظارت بر مدیران طرح و مجریان و سایر واحدهای مرتبط در حوزه طرح و اجرا
- ایجاد پایگاه اطلاعات به‌سازی و نوسازی و تدقیق و به روز رسانی آن در محدوده‌های فرسوده

### دبیرخانه کمسیون ماده ۵
ناگزیر پیش از توضیح دربارهٔ دبیرخانه کمیسیون ماده پنج ضرورت دارد به اختصار به معرفی، کمیسیون ماده پنج بپردازیم.
ماده پنج شورای عالی شهرسازی و معماری
ماده پنج، یکی از مفاد و بندهای «قانون تأسیس شورای عالی شهرسازی و معماری ایران» است؛ سال ۱۳۵۱ قانون تأسیس شورای عالی شهرسازی و معماری ایران تصویب شد. موضوع ماده پنج قانون تأسیس شورای یاد شده؛ تصمیم‌گیری دربارهٔ «طرح تفصیلی» است. بر اساس قانون تغییر نام وزارت آبادانی و مسکن به وزارت مسکن و شهرسازی، مصوب ۶/۴/۱۳۵۴ با اصلاحات؛ «طرح تفصیلی عبارت از طرحی است که براساس معیارها و ضوابط کلی طرح جامع شهر نحوه استفاده از زمینهای شهری در سطح محلات مختلف شهر و موقعیت و مساحت دقیق زمین برای هر یک از آنها و وضع دقیق و تفصیلی شبکه عبور و مرور میزان تراکم جمعیت و تراکم ساختمانی در واحدهای شهری و اولویت‌های مربوط به مناطق بهسازی و نوسازی و توسعه حل مشکلات شهری و موقعیت کلیه عوامل مختلف شهری در آن تعیین می‌شود و نقشه‌ها و مشخصات مربوط به مالکیت براساس مدارک ثبتی تهیه و تنظیم می‌گردد.» همچنین متن ماده پنج از «قانون تأسیس شورای عالی شهرسازی و معماری ایران» به شرح زیر است.
ماده ۵ - بررسی و تصویب طرح‌های تفصیلی شهری و تغییرات آنها در هر استان یا فرمانداری کل به وسیله کمیسیونی به ریاست استاندار یا فرماندارکل و به عضویت رئیس انجمن شهرستان و شهردار و نمایندگان وزارت فرهنگ و هنر و آبادانی و مسکن و نماینده مهندس مشاور تهیهکننده طرح انجام می‌شود. آن قسمت از نقشه‌های تفصیلی که به تصویب انجمن شهر برسد برای شهرداری لازمالاجرا خواهد بود. تغییرات نقشه‌های تفصیلی اگر در اساس طرح جامع شهری مؤثر باشد باید به تأیید شورای عالی شهرسازی برسد.
قانون‌گذار برای نظارت بر اجرای صحیح قوانین و مقررات، فوق‍الذکر مرجع بررسی و تصویب طرح‌های تفصیلی شهرها و هم چنین تغییرات آنها را در هر استان به کمیسیونی با ترکیب تعیین شده در قانون، واگذار کرد. چون واگذار اختیار قانونی و هم چنین ترکیب اعضاء در ماده ۵ قانون یادشده قید شده بود فلذا
کمیسیون، بنام کمیسیون ماده ۵ نام گذاری شد. ماده پنج قانون تأسیس شورای عالی شهرسازی و معماری ایران در سال‌های ۱۳۶۵ و ۱۳۸۸ اصلاح شد و تغییراتی در ترکیب اعضاء کمسیون رقم خورد. مستند به قانون اصلاح تبصره ماده ۵ قانون تأسیس شورای عالی شهرسازی و معماری ایران مصوب ۱۳۶۵/۹/۲۵ مسئولیت بررسی و تصویب طرح‌های تفضیلی شهری و تغییرات آنها در شهر تهران به عهده کمیسیونی مرکب از نمایندگان وزراء مسکن و شهرسازی، کشور، نیرو (در حد معاونت مربوط)، سرپرست سازمان حفاظت محیط زیست و شهردار تهران یا نماینده تام‌الاختیار او و رئیس شورای شهر تهران عنوان شد. همچنین محل دبیرخانه کمیسیون در شهرداری و دبیر آن شهردار تهران یا نماینده تام‌الاختیار او خواهد بود.
کمیسیون ماده پنج
کمیسیون ماده پنج از آغاز فعالیت در سال ۱۳۴۸ با هدف تصویب طرح‌های تفضیلی شهری متشکل از چندین اعضاء و گاهی نهاد آغاز به کار و فراز و فرودهای بسیاری را طی کرد که در زیر به تشریح آن پرداخته شده‌است. کمیسیون یاد شده از سال ۱۳۴۸ تا سال ۱۳۵۶ تحت عنوان شورای هماهنگی از ترکیب همکاری شهرداری تهران، معاون شهرسازی و برنامه‌ریزی، مدیرکل شهرسازی و روسای صدور پروانه مناطق در جهت ماموریت‌هایی چون تفکیک اراضی، صدور مصوبات لازم، تشریح مطالب برای مسئولان شهرسازی مناطق، رفع مشکلات متقاضیان پروانه ساختمانی، تفکیک و تصویب نقشه‌های تفکیکی زمین‌های بیش از ده هزار مترمربع و نقشه‌های ساختمانی بیش از شش طبقه تشکیل شد. پس از آن شورای نظارت بر گسترش شهر تهران به عنوان دومین مرجع تصویب طرح‌های شهرسازی و معماری شهر تهران متشکل از شهرداری تهران، وزیر آب و برق وزیر آبادانی و مسکن با هدف تعیین خط مشی‌ها، ایجاد هماهنگی و نظارت بر توسعه شهر تهران، جلوگیری از رشد نامحدود پایتخت، تعیین سیاست‌های صدور پروانه ساختمانی و اداری و سیاستگذاری نحوه تأمین آب و برق و سایر خدمات عمومی و… هرگونه تغییر و اصلاح در طرح تفصیلی باید به تصویب این شورا می‌رسید. در نهایت با اصلاحیه سال ۱۳۶۵ به ماده پنج قانون شورای عالی شهرسازی ومعماری، عملاً اختیارات شورای نظارت بر گسترش شهر تهران به کمیسیون ماده ۵ شهر تهران واگذار شد. پس از آن بود که تصویب طرح‌های تفصیلی شهر تهران بر عهده کمیسیون ماده ۵ قرار گرفت. اصلاحیه‌های وارده بر این قانون در سال ۱۳۸۸ تغیرات دیگری را در پی داشت.
وظایف و ساختار دبیرخانه کمسیون ماده پنج
دبیرخانه کمیسیون ماده پنج شهرداری تهران از دو معاونت معاونت بررسی طرح‌های تفضیلی و معاون فنی و اجرایی تشکیل شده‌است. همچنین برخی از ماموریت‌های آن به شرح زیر است.

### ارزیابی طرح‌های توسعه و عمران
نهاد پایش و ارزیابی طرح‌های توسعه و عمران شهر تهران؛ همان‌طور که از نامش بر می‌آید نهادی نظارتی و ارزیابی است به‌طور عمده مأموریت آن هدایت و راهبری طرح‌های جامع، تفصیلی، موضعی و موضوعی شهر تهران است. همچنین این نهاد موظف است از تحقق‌پذیری طرح‌های توسعه و عمران اطمینان حاصل کند. وجهی دیگر از فعالیت‌های این نهاد، پایش و مستندسازی تحولات کالبدی، فضایی و عملکردی شهر تهران مستند به طرح‌های مصوب است. از فراهم آوردن امکان دسترسی آزاد شهروندان به اطلاعات شهری و شهرسازی از دیگر ماموریت‌های این نهاد عنوان شده‌است.
تاریخچه
از نخستین دوره ایده تأسیس این نهاد در سال ۱۳۷۶ تاکنون، فعالیت‌های نهاد پایش و ارزیابی طرح‌های توسعه و عمران شهر تهران را می‌توان به چند دوره تقسیم کرد؛ به اجمال می‌توان گفت، سابقه تأسیس این نهاد به سال ۱۳۸۲ بازمی‌گردد؛ بنا به ضرورت و نیاز به تهیه هم‌زمان طرح جامع و تفصیلی بر اساس موافقت‌نامه میان وزارت مسکن و شهرسازی و شهرداری تهران، در نهایت مهرماه ۱۳۸۲ ذیل مرکز مطالعات و برنامه‌ریزی شهر تهران تأسیس شد.
تا سال ۱۳۸۵ اساساً هیچ اقدامی در جهت تثبیت جایگاه قانونی و هویت‌بخشی آن صورت نگرفت؛ نیمه دهه هشتاد مستند به مصوبه شورای عالی شهرسازی در سال ۱۳۸۶، مدیریت شهری و مکلف به ایجاد رسمی و قانونی «نهاد دائمی مطالعات و تهیه طرح‌های توسعه شهری تهران» شد؛ اما عملاً نهاد یاد شده تا اوائل دهه نود خورشیدی به دلیل چالش‌ها و مغایرت‌های حقوقی و اداری در مدیریت توسعه شهر تهران و عدم پیشرفت مطلوب طرح‌های جامع کارکرد مؤثر و قرین به صرفه‌ایی نداشت و در نهایت مستند به مصوبه شورای عالی شهرسازی و معماری ایران در تاریخ ۹۳/۰۸/۱۹ طرح تأسیس نهاد مستقل «مطالعات و پایش طرح‌های توسعه شهری تهران» را تصویب کرد تا این نهاد با آسیب‌شناسی تجربیات قبلی و بازآرایی تشکیلات، ضوابط و نظامات مالی به‌طور مستقل فعالیتش را زیر نظر نهاد مدیریت شهری دنبال کند. بر اساس توصیه نهاد عالی شهرسازی و نیز تکلیف برنامه پنج ساله سوم شهرداری تهران، موافقتنامه شش ماده‌ای همکاری و مشارکت وزارت راه و شهرسازی، شهرداری تهران و شورای اسلامی شهر تهران در تاریخ ۹۸/۰۳/۲۵ با موضوع ایجاد نهاد پایش و ارزیابی طرح‌های توسعه و عمران شهر تهران به امضای سه طرف رسید. نخستین مدیر این نهاد سال ۱۳۹۹ با حکم پیروز حناچی شهردار وقت تهران، در آذر ماه ۱۳۹۹ منصوب شد.
ساختار و اهداف
نهاد پایش و ارزیابی طرح‌های توسعه و عمران شهر تهران، شامل شورای عالی، رئیس و شورای تخصصی هستند. اعضای شورای عالی نهاد متشکل از وزیر راه و شهرسازی به عنوان رئیس شورا، رئیس شورای اسلامی شهر و شهردار تهران انتخاب می‌شوند که وظیفه مدیریت راهبردی نهاد را به عهده دارند. همچنین شورای تخصصی نهاد نیز متشکل از معاون شهرسازی و معماری وزارت راه و شهرسازی، معاون شهرسازی و معماری شهرداری تهران، رئیس کمیسیون شهرسازی و معماری شورای شهر تهران، رئیس نهاد هستند. نیز پنج نفر از صاحبنظران و متخصصان در امور شهری با پیشنهاد اعضای حقوقی شورای تخصصی و تصویب شورای عالی نهاد به عضویت شورای تخصصی در می‌آیند. این نهاد از سه معاونت  «راهبری طرح‌ها»، «پایش و ارزیابی» و «تحقیق و توسعه» و نیز کارگروه‌های نه‌گانه به شرح زیر تشکیل شده‌است.
- اراضی ذخیره، بافت ناکارآمد شهری و سرانه
- سازمان فضایی و پهنه بندی
- محدوده و حریم، ضوابط و مقررات
- بافت تاریخی، سیما و منظر شهری
- حمل و نقل شهری و فضاهای زیرسطحی
- محیط زیست و خدمات شهری
- اقتصاد شهری و امور مالی شهرداری
- فرهنگی و اجتماعی
- ایمنی و مدیریت بحران

همچنین از جمله اهداف این نهاد به موارد زیر می‌توان اشاره کرد.
- هدایت، راهبری و پایش دائمی تحولات فضایی، کالبدی و عملکردی شهر تهران در چارچوب طرح‌های توسعه شهری
- ارتقاء سطح برنامه‌ریزی توسعه شهری
- ترویج فرهنگ توسعه شهری
- ظرفیت سازی تحقق مدیریت یکپارچه شهری